# Canned Heat
Canned Heat este o formație americană de blues și rock înființată în 1965 de Alan Wilson și Bob Hite⁠(d). Numele grupului a fost preluat din titlul melodiei „Canned Heat Blues” de Tommy Johnson⁠(d) lansată în 1928. După concertele susținute în cadrul festivalurilor Monterey⁠(d) și Woodstock spre finalul anilor 1960, formația a ajuns cunoscută la nivel internațional sub următorul componență: Hite (voce), Wilson (chitară, muzicuță și voce), Henry Vestine⁠(d) și mai târziu Harvey Mandel⁠(d) (chitară principală), Larry Taylor⁠(d) (bas) și Adolfo de la Parra (baterie).
Melodiile formației Canned Heat au atras o mulțime de admiratori și au ajuns una dintre cele mai cunoscute grupuri ale perioadei hippie. Prezenți la majoritatea concertelor importante organizate spre finalul anilor 1960, aceștia ieșeau în evidență prin melodiile blues și lungi melodii solo „psihedelice”. Melodiile „Going Up the Country⁠(d)”, „On the Road Again⁠(d)” și „Let's Stick Together⁠(d)” au ajuns hituri internaționale.
De la începutul anilor 1970, au avut loc numeroase schimbări ale componenței. După moartea lui Taylor în 2019, de la Parra a rămas singurul membru al formației din componența originală.

## Membrii formației
- Adolfo "Fito" de la Parra — baterie, voce (1967–prezent)[2]
- John Paulus — chitară (2000–2006, 2013, 2014–prezent)
- Dale Wesley Spalding — chitară, muzicuță, bas, voce (2008–prezent)
- Rick Reed — bas (2019–prezent)

## Discografie
| - Canned Heat (1967) - Boogie with Canned Heat (1968) - Living the Blues (1968) - Hallelujah (1969) - Future Blues (1970) - Vintage (1970) - Historical Figures and Ancient Heads (1971) - The New Age (1973) - One More River to Cross (1973) | - Human Condition (1978) - Kings of the Boogie (Dog House Blues) (1981) - Reheated (1988) - Internal Combustion (1994) - Canned Heat Blues Band (1996) - Boogie 2000 (1999) - Friends in the Can (2003) - Christmas Album (2007) |